# Беррі – Абу-Алі
Беррі – Абу-Алі — складова інфраструктури газопереробного заводу Беррі, що діє на сході Саудівської Аравії.
В середині 1970-х почав роботу газопереробний майданчик Беррі, який первісно працював лише з продукцією нафтового родовища Беррі. Вилучену тут фракцію С3+ спрямували по трубопроводу до Рас-Танури, тоді як підготований паливний газ та конденсат повертались на острів Абу-Алі (звідки надходив сирий газ для переробки) по двом трубопроводам довжиною по 39 км – газопроводу BFG-1 (Berri Fuel Gas-1) діаметром 250 мм та конденсатопроводу BCL-1 (Berri Condensate Line-1) діаметром 200 мм. При цьому в 1977-му на Абу-Алі почала роботу ТЕС Беррі.
Не пізніше середини 2000-х BCL-1 також перевели на транспортування паливного газу.